# Decreto Maroni
Il decreto Maroni (ovvero decreto legge 23 febbraio 2009, n. 11,  convertito in legge 23 aprile 2009, n. 38), è un atto normativo della Repubblica Italiana - promosso da Roberto Maroni come Ministro dell'Interno durante il governo Berlusconi IV - contenente una serie di norme giuridiche in materia del diritto penale italiano.

## Storia
Inizialmente promosso dal Ministro dell'interno Roberto Maroni con l'approvazione da parte della Presidenza del Consiglio dei ministri in data 23 febbraio 2009, si è successivamente arricchito di proposte avviate da numerosi firmatari. Venne approvato al Senato con 261 sì, 3 no e un astenuto in data 22 aprile 2009, e pubblicato in Gazzetta Ufficiale n. 95 il 24 aprile 2009.
Il via libera da Palazzo Madama è avvenuto a seguito della modifica da parte della Camera delle contestate norme sulle ronde e dell'eliminazione del provvedimento che, nella versione originale del DL all'articolo 5, prevedeva il prolungamento della permanenza degli immigrati clandestini nei Centri di identificazione e espulsione da due a sei mesi.
All'emanazione del decreto seguì la legge 15 luglio 2009, n. 94 che conteneva ulteriori innovazioni in tema di sicurezza pubblica e modifiche al codice penale italiano originariamente stralciate dalla versione originale del decreto, il decreto del Ministero dell'Interno 8 agosto 2009 che disciplina le associazioni di osservatori volontari per la sicurezza urbana, e il D.M. 6 ottobre 2009 che norma la figura degli "addetti alla sicurezza".

## Contenuto normativo

### Introduzione delle "associazioni di volontari per la sicurezza urbana"
La legge del 2009 ha introdotto la possibilità di istituire associazioni di privati cittadini allo scopo di circolare sul territorio per segnalare potenziali situazioni di pericolo della sicurezza urbana e di disagio sociale alle forze di polizia italiane, con l'impossibilità di portare armi ma solo apparecchi di telefonia mobile nonché apposite pettorine identificative e gli elementi previsti all'allegato A del D.M 8 agosto 2009. Tali associazioni debbono essere iscritte presso apposito albo presso l'ufficio territoriale di governo competente, a cura del prefetto sentito il comitato provinciale per l'ordine e la sicurezza pubblica. Le regioni e gli enti locali interessati possono eventualmente istituire corsi di formazione. Il coordinamentoe il controllo spettano ai comitati provinciali dell'ordine pubblico, ai prefetti e dai sindaci.
La regolamentazione delle "ronde" è stata fortemente voluta dal partito di Maroni - la Lega Nord - ma ha trovato opposizione da parte delle frange della maggioranza facenti capo ad AN, guidate dal sindaco di Roma Gianni Alemanno. Proprio su pressione di queste ultime è stata apportata la modifica secondo cui i gruppi di volontari non debbano essere armati.

### Carcere obbligatorio per imputati di reati sessuali
Viene previsto il carcere obbligatorio per chi è sospettato di particolari reati, e nella fattispecie violenza sessuale, violenza sessuale di gruppo, prostituzione minorile e pedopornografia, turismo sessuale; per questo genere di crimini basterà dunque una denuncia non palesemente infondata per far scattare il regime carcerario. Questo punto del provvedimento è stato inserito nel decreto sicurezza a seguito delle polemiche suscitate dalla concessione degli arresti domiciliari a un giovane accusato di aver perpetrato uno stupro del quale ha poi fornito piena confessione, convincendo così il giudice ad attuare una misura cautelare meno severa; a questo proposito, il Presidente del Consiglio Silvio Berlusconi dichiarò che l'introduzione è stata fatta «d'urgenza sull'onda del clamore, ma la realtà è che nel 2008 gli stupri in Italia sono diminuiti». Tuttavia il decreto fu facilmente aggirato e al ragazzo venne concessa la libertà in attesa di processo (il decreto, in realtà, a differenza di come si pensava, escludeva solo la possibilità di concedere gli arresti domiciliari agli indagati per stupro). È inoltre esclusa la concessione dei benefici dell'affidamento in prova e della semilibertà per chi è stato condannato per tali reati; diventa anche più difficile la possibilità di accedere a vantaggi penitenziari come l'assegnazione al lavoro esterno, i permessi premio e le misure alternative alla detenzione.
La violenza sessuale, gli atti sessuali con minorenni e la violenza sessuale di gruppo, così come lo stalking, diventano infine aggravanti speciali del delitto di omicidio grazie a due modifiche applicate all'articolo 576 del codice penale italiano.

### Disciplina delbuttafuori
La legge 94/2009 conteneva una delega per la normazione della disciplina della figura dell'"addetto alla sicurezza", da attuarsi tramite l'emanazione di apposito decreto ministeriale; la discipline è stata emanata col D.M. 6 ottobre 2009.

### Repressione dellostalking
Il decreto, modificando l'art. 612 del codice penale, ha introdotto il delitto di "atti persecutori" allo scopo di reprimere i fenomeni di stalking, con la congiunta introduzione di nuove misure a disposizione di prefetti e questori che potranno così notificare atti di ammonimento e allontanamento dalla vittima (previa esplicita richiesta da parte di quest'ultima, salvo casi particolarmente gravi in cui è comunque consentita la procedibilità d'ufficio) a carico dello stalker.

## Il dibattito nell'opinione pubblica
La norma più criticata è stata quella relativa agli osservatori per la sicurezza, contestata per presunta incostituzionalità rispetto all'art.18, comma 2, da parte di Antonio Di Pietro e del CSM. La sentenza 28 aprile 2010 n. 226 della Corte costituzionale della Repubblica Italiana ha ribadito la legittimità delle ronde, ma ha sancito l'illegittimità del loro uso nelle situazioni di "disagio sociale". Nel formulare il decreto, Maroni ha ripetutamente dichiarato di essersi ispirato al modello dei City Angels di Milano. Il presidente e fondatore dei City Angels, Mario Furlan, si è dichiarato sostanzialmente favorevole al provvedimento.
Secondo quanto riportato dal quotidiano La Repubblica nel 2010 il decreto Maroni, fissando parametri e istituendo una procedura di registrazione, avrebbe scoraggiato la maggioranza delle ronde fai-da-te. Per altri, per lo stesso motivo i gruppi già esistenti come i City Angels non avrebbero avuto ragione di cercare l'iscrizione, considerandosi agenti sociali e non di sicurezza. Nel settembre 2010, i City Angels non risultavano registrati o in attesa di registrazione come associazioni di volontari per la sicurezza presso la Prefettura di Milano o delle altre città in cui sono presenti. Infatti, riguardo la diffusione degli osservatori per la sicurezza, un censimento delle "ronde" nell'agosto 2009 ne contava circa 70, di cui 17 solo in Lombardia, 10 in Veneto. Un anno dopo, a seguito del decreto, erano 4 (Varazze - unica ronda già autorizzata - e poi a Milano, Treviso, Bolzano).
Sempre secondo Furlan: